# E. W. Brown & McLelland
E. W. Brown & McLelland war ein australischer Hersteller von Automobilen.

## Unternehmensgeschichte
Das Unternehmen aus Melbourne begann 1922 mit der Produktion von Automobilen. Der Markenname lautete Renown. Im gleichen Jahr endete die Produktion. Der Absatz blieb gering.

## Fahrzeuge
Das einzige Modell war der Nachfolger des Palm von E. W. Brown Motors. Es ähnelte dem Ford Modell T. Viele Teile stammten von Ford. Die Karosserie war niedriger als beim Original, die Lenksäule war abgeändert worden, und der Kraftstofftank ins Heck verlegt. Auffallend war der Kühlergrill, der jenen von Rolls-Royce ähnelte.
Spark Motors setzte die Produktion unter dem Markennamen Spark fort.